# Svetlana Alpers
Svetlana Alpers, nacida Svetlana Leontief (Cambridge, 1936), es una historiadora del arte estadounidense, hija de Wassily Leontief. Especializada en sociología del arte, fue discípula de Ernst Gombrich en Harvard, donde se doctoró en 1965. En 1975 fue nombrada profesora de Historia del arte en la Universidad de California, Berkeley. Alpers ha elaborado una teoría basada en la representación de los lenguajes culturales y su estructura gnoseológica, relacionando diversos campos de manifestación cultural: arte, ciencia, religión, técnica, poesía, junto además aspectos sociales y semióticos de la cultura.

## Formación y carrera
Svetlana Alpers recibió su B.A. en el Radcliffe College en 1957 y su doctorado de Harvard en 1965. Fue profesora de historia del arte en la Universidad de California en Berkeley de 1962 a 1998, y en 1994 fue nombrada Profesora Emerita.
En 1983, Alpers cofundó la revista interdisciplinaria Representations con el crítico literario estadounidense Stephen Greenblatt.
En 2007 colaboró con los artistas James Hyde y Barney Kulok en un proyecto titulado Painting Then for Now. El proyecto consiste en 19 grabados fotográficos basados en el conjunto de tres pinturas de Giambattista Tiepolo que cuelgan en la parte superior de la escalera principal del Museo Metropolitano de Arte de Nueva York. El proyecto fue exhibido en la galería de David Krut, NY. Seis de los grabados fueron adquiridos posteriormente para la colección permanente del Museo de Arte Moderno de Nueva York.
En la primavera de 2014 Alpers fue nombrada Officier de l'Ordre des Arts et des Lettres de la République Française. El 28 de mayo de 2015, recibió un doctorado honorario por la Universidad de Harvard.

## Vida personal
Svetlana Leontief nació en Cambridge, Massachusetts. Fue la única hija de Wassily Leontief, un refugiado político de la Unión Soviética y economista laureado con el Premio Nobel que fue pionero en la modelización informática, y de la poetisa Estelle Marks. En 1958 se casó y cambió su apellido a Alpers.

## Obra
- The Decoration of the Torre de la Parada, Corpus Rubenianum Ludwig Burchard, Bruselas/Londres, 1971.
- The Art of Describing: Dutch Art in the Seventeenth Century, Chicago: University of Chicago Press, 1983.
- Rembrandt's Enterprise: The Studio and the Market, Chicago: University of Chicago Press, 1988.
- Tiepolo and the Pictorial Intelligence, New Haven/Londres: Yale University Press, 1994 (con Michael Baxandall).
- The Making of Rubens, New Haven/Londres: Yale University Press, 1995.

### Traducciones
- El arte de describir: el arte holandés en el siglo XVII, Blume, 1987
- El taller de Rembrandt, Random House, 1992
- La creación de Rubens, Machado 2001
- Historias inmortales, Galaxia Gutenberg, 2003
- Otras Meninas, Siruela, 2007
- Por la fuerza del arte: Velázquez y otros, Centro de Estudios Europa Hispánica, 2009